# Kenan Kodro
Kenan Kodro (født 19. august 1993 i San Sebastián i Gipuzkoa, Spanien) er en bosnisk professionel fodboldspiller, der spiller som angriber for den ungarske klub Ferencváros. Han spillede kortvarigt i den danske superligaklub F.C. København i efterårssæsonen 2018, og har tidligere spillet for Bosnien-Hercegovinas fodboldlandshold.
Han kom til FCK i sommeren 2018. Forinden havde han spillet for Real Sociedads ungdomshold i Segunda División B-ligaen samt for Lagun Onak Osasuna, Mainz 05. og Grasshopper. Han opnåede imidlertid ikke megen spilletid i FCK, og den 31. januar 2019 blev det offentliggjort, at FCK havde solgt ham til Athletic Club. Kodro opnåede 18 kampe og seks mål for FCK.